# NGC 7618
NGC 7618 est une galaxie lenticulaire située dans la constellation d'Andromède. Sa vitesse par rapport au fond diffus cosmologique est de 4 685 ± 24 km/s, ce qui correspond à une distance de Hubble de 69,1 ± 4,9 Mpc (∼225 millions d'al). NGC 7618 a été découverte par l'astronome français Édouard Stephan en 1879.

## Paire de galaxies

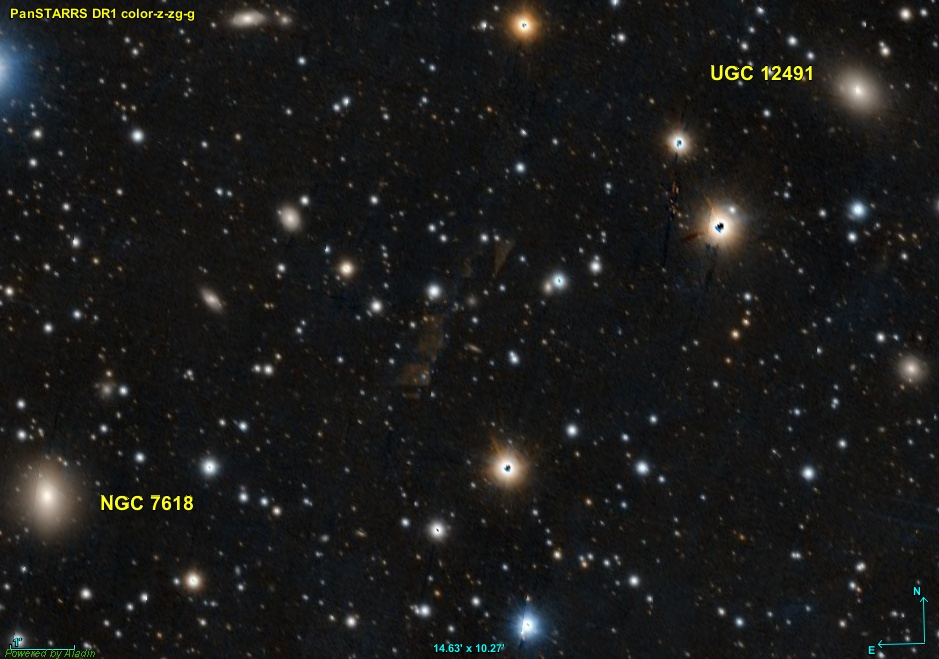
La paire de galaxie 7618 et UGC 12491 par le relevé Pan-STARRS.

Sur les images construites à partir des données captées par les télescopes spatiaux Chandra et XMM-Newton dans le domaine des rayon X, deux formes couranes de distorsion générées par un flux de cisaillement le long du front froid ont été détectées dans le couple de galaxies NGC 7618 et UGC 12491. Puisque la distance de Hubble de la galaxie UGC 12491 est de 72,36 ± 5,12 Mpc (∼236 millions d'al), on peut donc conclure que cette paire de galaxie est en interaction gravitationnelle